# Estraperlo

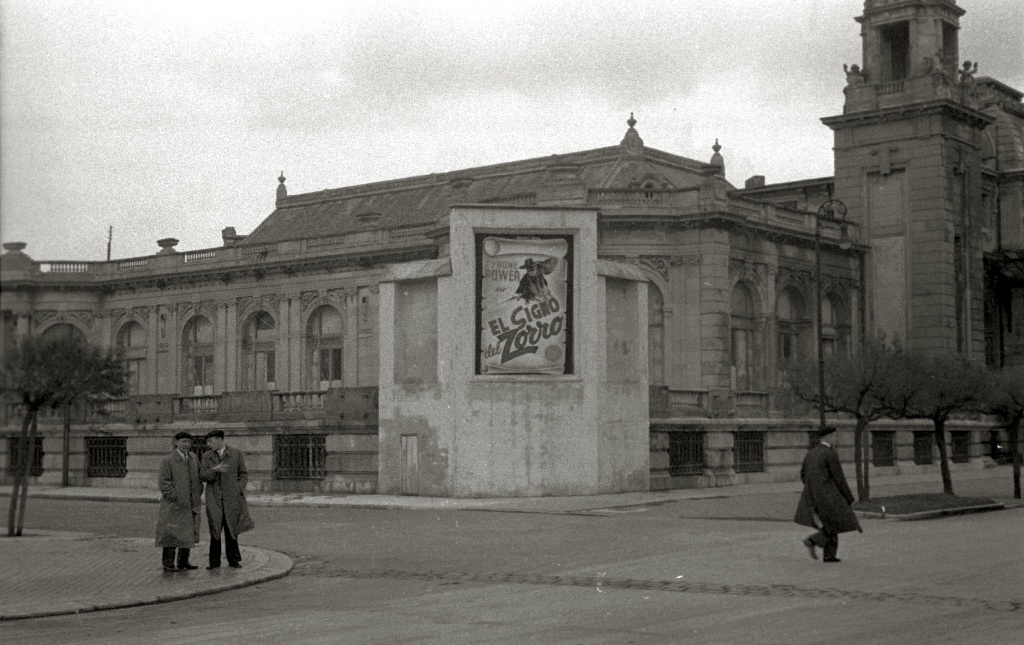
Vistas del Casino Gran Kursaal de San Sebastián (1944). Este fue el primer casino donde se instaló el juego de pseudorruleta de los empresarios Strauss y Perlowitz, del que deriva el nombre de stra-perlo.

El término estraperlo es usado en España para referirse al comercio ilegal de bienes sometidos a algún tipo de impuesto o tasa por el Estado. Por extensión, es una actividad irregular o intriga de algún tipo, y se usa como sinónimo de mercado negro. A quien practica el estraperlo se le llama «estraperlista».
El origen de este acrónimo está en un escándalo político, producido como consecuencia de la introducción de un juego de ruleta eléctrica de marca Straperlo, nombre derivado de los apellidos de quienes promovieron el negocio (Strauss, Perlowtiz y Lowann), y que habrían aportado al acrónimo letras en cantidad proporcional a la participación en la empresa (otras versiones afirman que el término procede solamente de los dos primeros nombres).

## Historia
Los juegos de azar –especialmente la ruleta– estaban prohibidos en España, así como en la mayoría de países europeos. Sin embargo, en la década de 1930, se popularizaron numerosos modelos de pseudorruletas, que funcionaban alegremente en los grandes casinos de todo el continente. Los empresarios Daniel Strauss (que disponía de pasaporte mexicano y hablaba español), Perlowitz y Lowann (esta última esposa del primero) volvieron su atención hacia España. En Madrid, el Gobierno estaba formado por una alianza de partidos de centro-derecha, y varios miembros del Partido Radical se habían mostrado muy receptivos con el proyecto del straperlo.
A lo largo del mes de junio de 1934, los empresarios y los políticos llegaron a un acuerdo económico para explotarlo en el casino de San Sebastián (Guipúzcoa). Varios personajes en la órbita del Partido Radical harían valer sus influencias para conseguir la autorización, a cambio de un porcentaje en el negocio. Según la versión de Strauss, Alejandro Lerroux (líder del Partido Radical) recibiría el 25 % de los beneficios; Juan Pich y Pon, un 10 %; Aurelio Lerroux (sobrino y ahijado de Alejandro Lerroux), Miguel Galante y el periodista Santiago Vinardell, un 5 %. Además, para asegurarse la cooperación del ministro de la Gobernación Rafael Salazar Alonso, Juan Pich y Pon se había comprometido a hacerle llegar un soborno de 100 000 pesetas, y otro soborno de 50 000 pesetas para el director general de Seguridad, José Valdivia y Garci-Borrón.
El juego fue prohibido por la policía tras demostrarse que era fraudulento (pues la rueda se controlaba mediante un botón y, por lo tanto, la banca ganaba siempre que lo deseaba), lo que no impidió que funcionara también en el hotel Formentor (Mallorca), donde luego también fue clausurado.
El «escándalo del estraperlo» salió a la luz pública en octubre de 1935, a raíz de la denuncia que presentó Daniel Strauss al presidente de la República Niceto Alcalá-Zamora en la que exigía una «indemnización» por los gastos de instalación del juego conocido popularmente como «estraperlo» en los casinos de San Sebastián y Formentor, y por los sobornos que decía haber pagado a políticos del Partido Republicano Radical y a «familiares y amigos» de su líder Alejandro Lerroux. Alcalá-Zamora recibió el dosier completo con toda la trama de corrupción que le envió Strauss, a principios de septiembre de 1935, y se lo enseñó a Lerroux, que entonces era el presidente del gobierno, pero este no le dio importancia y, al parecer, le dijo que sería muy difícil probar sus presuntos contactos con Strauss. Tras la crisis de gobierno que se produjo a mediados de septiembre en que Lerroux renunció a seguir encabezándolo (según el historiador Gabriel Jackson porque Alcalá-Zamora le obligó a dimitir al conocer el dosier de Strauss), a comienzos de octubre el presidente de la República trasladó la denuncia al nuevo gobierno radical-cedista presidido por Joaquín Chapaprieta, en el que Lerroux era ministro, y le obligó a que el caso fuera debatido en las Cortes, donde se formó una comisión parlamentaria. 

#### Dictamen parlamentario
El dictamen de la comisión parlamentaria señaló que habían existido actuaciones «que no se ajustaron a la austeridad y a la ética que en la gestión de los negocios públicos se suponen». El 28 de octubre de 1935 las Cortes votaron la culpabilidad de los ocho acusados por la comisión (excepto Salazar Alonso, exministro de la Gobernación, que fue quien había firmado el permiso), todos ellos destacados miembros del Partido Radical: Juan Pich y Pon, Sigfrido Blasco-Ibáñez, Aurelio Lerroux y Eduardo Benzo (exsubsecretario del Ministerio de la Gobernación que había gestionado el permiso), José Valdivia y Garci-Borrón, Miguel Galante y el periodista Santiago Vinardell. Al día siguiente, Alejandro Lerroux abandonó el gobierno. Otros republicanos radicales salieron salpicados en la denuncia de Straus, como Emiliano Iglesias, Luis Tornar y Casas o Paulino Uzcudun.
Este caso de corrupción, junto con el que estalló poco después (el denominado escándalo Nombela), supuso el derrumbe del Partido Radical, lo que puso fin al denominado «bienio conservador». Tras celebrarse elecciones generales en febrero de 1936, estas fueron ganadas por el Frente Popular.

## Generalización del término
A partir de este escándalo la palabra estraperlo ha quedado como sinónimo de chanchullo, intriga o negocio fraudulento. Así, por extensión, se denominó también estraperlo, durante la posguerra española, al comercio ilegal (mercado negro) de los artículos intervenidos por el Estado o sujetos a racionamiento (decretado por el régimen franquista desde 1939 hasta 1952), recibiendo el apelativo de «estraperlistas» los que se dedicaban a tal comercio.